# Samsung Galaxy A54 5G
Il Samsung Galaxy A54 5G è uno smartphone prodotto da Samsung, facente parte della serie Samsung Galaxy A.

## Caratteristiche tecniche

### Hardware
Il Galaxy A54 5G è uno smartphone con form factor di tipo slate, le cui dimensioni sono di 158,2 × 76,7 × 8,2 mm, e pesa 202 grammi.
Il dispositivo è dotato di connettività GSM, HSPA, LTE, 5G, Wi-Fi 802.11 a/b/g/n/ac/ax dual-band, con supporto al Wi-Fi Direct e l'hotspot. Inoltre è dotato di Bluetooth 5.3 con A2DP e LE, di GPS con A-GPS, GLONASS, GALILEO, BeiDou e QZSS e dell'NFC.
È disponibile anche in versione dual-sim (SIM fisica + eSim).
Inoltre possiede una porta USB-C 2.0, e come quasi la maggioranza degli smartphone odierni, manca l'ingresso jack audio da 3,5 mm.
È resistente all'acqua e alla polvere, con certificazione IP67.
È dotato di schermo touchscreen capacitivo da 6,4 pollici di diagonale, di tipo Super AMOLED Infinity-O; ha gli angoli arrotondati, e la risoluzione FHD+ 1080 × 2340 pixel, con una luminosità massima di 1000 nits (HBM).
Supporta il refresh rate a 120 Hz.
La batteria ai polimeri di litio è da 5000 mAh (non removibile), e supporta la ricarica ultra-rapida a 25 W.
Il chipset è un Samsung Exynos 1380 (5nm), con CPU octa core (4x2.4 GHz Cortex-A78 + 4x2 GHz Cortex-A55).
I tagli della memoria interna, vanno dai 128 ai 256 GB espandibili con una MicrsoSDXC, fino ad 1 TB, mentre la RAM varia dai 6 agli 8 GB (in base alla versione scelta).

### Fotocamera
La fotocamera posteriore ha un sensore principale da 50 megapixel, con apertura f/1.8, uno ultra-grandangolare da 12 MP f/2.4, ed infine uno da 5 MP f/2.4 per le macro: È dotata di autofocus, HDR e flash LED, ed è in grado di registrare al video ad una risoluzione massima di 4K a 30 fotogrammi al secondo, mentre la fotocamera anteriore è singola, ed è da 32 MP f/2.2, e anch'essa ha una risoluzione video massima analoga al sensore posteriore.

### Software
Il sistema operativo di default è Android 13, comprendente l'interfaccia utente Samsung One UI 5.1. In seguito è stato aggiornato al sistema operativo Android 14 comprendente l'interfaccia utente One UI 6, poi aggiornata alla 6.1. 
Attualmente monta il sistema operativo Android 15, con interfaccia utente One UI 7.

## Colorazioni
Il Samsung Galaxy A54 5G è disponibile in quattro colorazioni, indicate di seguito.
| Color | Name             |
| ----- | ---------------- |
|       | Awesome Graphite |
|       | Awesome White    |
|       | Awesome Violet   |
|       | Awesome Lime     |